# Ballspielverein Borussia 09 Dortmund 2006-2007
Questa voce raccoglie le informazioni riguardanti il Ballspielverein Borussia 09 Dortmund nelle competizioni ufficiali della stagione 2006-2007.

## Stagione
Nella stagione 2006-2007 il Borussia Dortmund, allenato da Bert van Marwijk, Jürgen Röber e Thomas Doll, concluse il campionato di Bundesliga al 9º posto. In Coppa di Germania il Borussia Dortmund fu eliminato al secondo turno dall'Hannover 96.

## Rosa
| N. |                         | Ruolo | Calciatore          |
| -- | ----------------------- | ----- | ------------------- |
| 1  | Germania (bandiera)     | P     | Roman Weidenfeller  |
| 2  | Germania (bandiera)     | D     | Martin Amedick      |
| 3  | Germania (bandiera)     | D     | Markus Brzenska     |
| 4  | Germania (bandiera)     | D     | Christian Wörns     |
| 5  | Germania (bandiera)     | C     | Sebastian Kehl      |
| 6  | Germania (bandiera)     | C     | Florian Kringe      |
| 7  | Brasile (bandiera)      | C     | Tinga               |
| 8  | Ghana (bandiera)        | A     | Matthew Amoah       |
| 9  | Paraguay (bandiera)     | A     | Nelson Haedo Valdez |
| 10 | Sudafrica (bandiera)    | C     | Steven Pienaar      |
| 13 | Svizzera (bandiera)     | A     | Alexander Frei      |
| 14 | Polonia (bandiera)      | A     | Euzebiusz Smolarek  |
| 16 | RD del Congo (bandiera) | C     | Kosi Saka           |
| 17 | Brasile (bandiera)      | D     | Dédé                |
| 18 | Germania (bandiera)     | C     | Lars Ricken         |

| N. |                         | Ruolo | Calciatore          |
| -- | ----------------------- | ----- | ------------------- |
| 20 | Germania (bandiera)     | P     | Bernd Meier         |
| 21 | Germania (bandiera)     | D     | Christoph Metzelder |
| 22 | Germania (bandiera)     | C     | Marc-André Kruska   |
| 23 | Svizzera (bandiera)     | D     | Philipp Degen       |
| 25 | Turchia (bandiera)      | C     | Nuri Şahin          |
| 26 | Germania (bandiera)     | D     | Marc Heitmeier      |
| 27 | Germania (bandiera)     | D     | Uwe Hünemeier       |
| 28 | Polonia (bandiera)      | C     | Sebastian Tyrała    |
| 31 | Irlanda (bandiera)      | D     | Patrick Kohlmann    |
| 33 | Germania (bandiera)     | D     | David Vržogić       |
| 34 | Germania (bandiera)     | P     | Sören Pirson        |
| 36 | Marocco (bandiera)      | A     | Abdenour Amachaibou |
| 39 | Sierra Leone (bandiera) | A     | Sahr Senesie        |
| 43 | Giamaica (bandiera)     | C     | Daniel Gordon       |

## Organigramma societario
Area tecnica
- Allenatore: Thomas Doll
- Allenatore in seconda: Ronny Teuber, Ralf Zumdick
- Preparatore dei portieri: Wolfgang de Beer
- Preparatori atletici: Peter Kuhnt, Frank Zöllner

## Calciomercato

### Sessione estiva
| Acquisti | Acquisti            | Acquisti                                     | Acquisti |
| R.       | Nome                | da                                           | Modalità |
| -------- | ------------------- | -------------------------------------------- | -------- |
| C        | Tinga               | Internacional                                |          |
| A        | Abdenour Amachaibou | Borussia Dortmund II                         |          |
| D        | Martin Amedick      | Eintracht Braunschweig                       |          |
| A        | Alexander Frei      | Rennes                                       |          |
| C        | Steven Pienaar      | Ajax                                         |          |
| A        | Nelson Haedo Valdez | Werder Brema                                 |          |
| D        | David Vržogić       | {{Calcio Borussia Dortmund [B-Junioren]\|N}} |          |

| Cessioni | Cessioni            | Cessioni             | Cessioni |
| R.       | Nome                | da                   | Modalità |
| -------- | ------------------- | -------------------- | -------- |
| C        | David Odonkor       | Real Betis           |          |
| A        | Delron Buckley      | Basilea              |          |
| C        | Mehmet Akgün        | Borussia Dortmund II |          |
| C        | Nizamettin Çalışkan | Manisaspor           |          |
| A        | Salvatore Gambino   | Colonia              |          |
| P        | Dennis Gentenaar    | Ajax                 |          |
| C        | Marcel Großkreutz   | Borussia Dortmund II |          |
| A        | Jan Koller          | Monaco               |          |
| D        | Jörn Neumeister     | Borussia Dortmund II |          |
| C        | Tomáš Rosický       | Arsenal              |          |
| C        | Kosi Saka           | Borussia Dortmund II |          |
| P        | Sascha Samulewicz   | Borussia Dortmund II |          |
| A        | Marcus Steegmann    | Aalen                |          |
| A        | Cedric van der Gun  | Utrecht              |          |

### Sessione invernale
| Acquisti | Acquisti | Acquisti | Acquisti |
| R.       | Nome     | da       | Modalità |
| -------- | -------- | -------- | -------- |

| Cessioni | Cessioni | Cessioni | Cessioni |
| R.       | Nome     | da       | Modalità |
| -------- | -------- | -------- | -------- |

## Risultati

### Bundesliga

#### Girone di andata
| Arbitro: | Kircher |

|                               |           |  |
| Makaay 24’ Schweinsteiger 55’ | Marcatori |  |

| Arbitro: | Brych |

|             |           |         |
| Amedick 76’ | Marcatori | 77’ Edu |

| Arbitro: | Wack |

|           |           |                                       |
| Taşçı 30’ | Marcatori | 20’ (aut.) Magnin 32’ Kringe 88’ Frei |

| Arbitro: | Wagner |

|           |           |  |
| Wörns 82’ | Marcatori |  |

| Arbitro: | Fandel |

|          |           |  |
| Kahê 39’ | Marcatori |  |

| Arbitro: | Stark |

|                  |           |                          |
| Smolarek 5’, 76’ | Marcatori | 75’ Hashemian 78’ Huszti |

| Arbitro: | Meyer |

|                              |           |                           |
| Silva 3’ Munteanu 89’ (rig.) | Marcatori | 2’, 57’ Brzenska 59’ Frei |

| Arbitro: | Sippel |

|              |           |            |
| Smolarek 35’ | Marcatori | 31’ Gkekas |

| Arbitro: | Gagelmann |

|                  |           |           |
| Mnari 59’ (rig.) | Marcatori | 86’ Tinga |

| Arbitro: | Perl |

|                 |           |                |
| Frei 90’ (rig.) | Marcatori | 68’ Wichniarek |

| Dortmund 7 novembre 2006, ore 20:00 CET 11ª giornata | Borussia Dortmund | 0 – 0 referto | Alemannia Aquisgrana | Signal Iduna Park (65 000 spett.)\| Arbitro: \| Stark \| |
| Arbitro:                                             | Stark             |               |                      |                                                          |

| Arbitro: | Wack |

|           |           |                                     |
| Klose 29’ | Marcatori | 7’ Frei 53’ Tinga 85’ (rig.) Kruska |

| Arbitro: | Kircher |

|                 |           |                          |
| Frei 23’ (rig.) | Marcatori | 10’ Schmidt 16’ Gilberto |

| Arbitro: | Sippel |

|               |           |              |
| Kyrgiakos 38’ | Marcatori | 79’ Smolarek |

| Arbitro: | Gagelmann |

|              |           |  |
| Smolarek 90’ | Marcatori |  |

| Arbitro: | Stark |

|                                        |           |          |
| Pander 14’ Kurányi 25’ Løvenkrands 47’ | Marcatori | 82’ Frei |

| Arbitro: | Merk |

|             |           |                          |
| Amedick 85’ | Marcatori | 24’ Voronin 74’ Kießling |

#### Girone di ritorno
| Arbitro: | Gräfe |

|                         |           |                           |
| Frei 12’, 57’ Tinga 59’ | Marcatori | 25’ van Buyten 42’ Makaay |

| Arbitro: | Fleischer |

|                      |           |  |
| Andreasen 61’ (rig.) | Marcatori |  |

| Arbitro: | Merk |

|  |           |           |
|  | Marcatori | 59’ Gómez |

| Arbitro: | Wagner |

|                                                      |           |  |
| van der Vaart 11’ (rig.) Benjamin 40’ Mahdavikia 90’ | Marcatori |  |

| Arbitro: | Schmidt |

|          |           |  |
| Frei 19’ | Marcatori |  |

| Arbitro: | Fandel |

|                                                 |           |                         |
| Huszti 56’ (rig.) Štajner 69’ Bruggink 76’, 78’ | Marcatori | 87’ Smolarek 90’ Kringe |

| Arbitro: | Rafati |

|               |           |                                  |
| Frei 42’, 86’ | Marcatori | 6’, 56’ (rig.) Munteanu 65’ Shao |

| Arbitro: | Gräfe |

|                 |           |  |
| Gkekas 48’, 83’ | Marcatori |  |

| Dortmund 17 marzo 2007, ore 15:30 CET 26ª giornata | Borussia Dortmund | 0 – 0 referto | Norimberga | Signal Iduna Park (80 100 spett.)\| Arbitro: \| Kircher \| |
| Arbitro:                                           | Kircher           |               |            |                                                            |

| Arbitro: | Gagelmann |

|            |           |  |
| Kamper 79’ | Marcatori |  |

| Arbitro: | Stark |

|              |           |                                   |
| Ibišević 63’ | Marcatori | 14’ Wörns 54’, 58’ Frei 61’ Tinga |

| Arbitro: | Meyer |

|  |           |                     |
|  | Marcatori | 28’ Klose 39’ Diego |

| Arbitro: | Sippel |

|  |           |              |
|  | Marcatori | 50’ Brzenska |

| Arbitro: | Brych |

|               |           |  |
| Frei 39’, 66’ | Marcatori |  |

| Arbitro: | Merk |

|  |           |                         |
|  | Marcatori | 12’ Smolarek 90’ Valdez |

| Arbitro: | Fandel |

|                       |           |  |
| Frei 44’ Smolarek 85’ | Marcatori |  |

| Arbitro: | Gagelmann |

|                         |           |              |
| Kießling 45’ Rolfes 54’ | Marcatori | 79’ Smolarek |

### Coppa di Germania
| Arbitro: | Walz |

|  |           |                               |
|  | Marcatori | 29’ Tinga 39’ Valdez 42’ Frei |

| Arbitro: | Brych |

|  |           |               |
|  | Marcatori | 86’ Hashemian |

## Statistiche

### Statistiche di squadra
| Competizione      | Punti | In casa | In casa | In casa | In casa | In casa | In casa | In trasferta | In trasferta | In trasferta | In trasferta | In trasferta | In trasferta | Totale | Totale | Totale | Totale | Totale | Totale | DR |
| Competizione      | Punti | G       | V       | N       | P       | Gf      | Gs      | G            | V            | N            | P            | Gf           | Gs           | G      | V      | N      | P      | Gf     | Gs     | DR |
| ----------------- | ----- | ------- | ------- | ------- | ------- | ------- | ------- | ------------ | ------------ | ------------ | ------------ | ------------ | ------------ | ------ | ------ | ------ | ------ | ------ | ------ | -- |
| Bundesliga        | 44    | 17      | 6       | 6       | 5       | 19      | 17      | 17           | 6            | 2            | 9            | 22           | 26           | 34     | 12     | 8      | 14     | 41     | 43     | -2 |
| Coppa di Germania | -     | 1       | 0       | 0       | 1       | 0       | 1       | 1            | 1            | 0            | 0            | 3            | 0            | 2      | 1      | 0      | 1      | 3      | 1      | +2 |
| Totale            | 44    | 18      | 6       | 6       | 6       | 19      | 18      | 18           | 7            | 2            | 9            | 25           | 26           | 36     | 13     | 8      | 15     | 44     | 44     | 0  |

### Andamento in campionato
| Giornata  | 1  | 2  | 3 | 4 | 5 | 6  | 7 | 8 | 9 | 10 | 11 | 12 | 13 | 14 | 15 | 16 | 17 | 18 | 19 | 20 | 21 | 22 | 23 | 24 | 25 | 26 | 27 | 28 | 29 | 30 | 31 | 32 | 33 | 34 |
| --------- | -- | -- | - | - | - | -- | - | - | - | -- | -- | -- | -- | -- | -- | -- | -- | -- | -- | -- | -- | -- | -- | -- | -- | -- | -- | -- | -- | -- | -- | -- | -- | -- |
| Luogo     | T  | C  | T | C | T | C  | T | C | T | C  | C  | T  | C  | T  | C  | T  | C  | C  | T  | C  | T  | C  | T  | C  | T  | C  | T  | T  | C  | T  | C  | T  | C  | T  |
| Risultato | P  | N  | V | V | P | N  | V | N | N | N  | N  | V  | P  | N  | V  | P  | P  | V  | P  | P  | P  | V  | P  | P  | P  | N  | P  | V  | P  | V  | V  | V  | V  | P  |
| Posizione | 15 | 15 | 9 | 4 | 9 | 10 | 7 | 7 | 9 | 8  | 10 | 7  | 7  | 7  | 6  | 8  | 9  | 8  | 8  | 9  | 9  | 9  | 9  | 10 | 13 | 15 | 17 | 14 | 15 | 13 | 12 | 9  | 7  | 9  |

Legenda:

Luogo: C = Casa; T = Trasferta. Risultato: V = Vittoria; N = Pareggio; P = Sconfitta.

### Statistiche dei giocatori
| Giocatore       | Bundesliga | Bundesliga | Bundesliga  | Bundesliga | Coppa di Germania | Coppa di Germania | Coppa di Germania | Coppa di Germania | Totale   | Totale | Totale      | Totale     |
| Giocatore       | Presenze   | Reti       | Ammonizioni | Espulsioni | Presenze          | Reti              | Ammonizioni       | Espulsioni        | Presenze | Reti   | Ammonizioni | Espulsioni |
| --------------- | ---------- | ---------- | ----------- | ---------- | ----------------- | ----------------- | ----------------- | ----------------- | -------- | ------ | ----------- | ---------- |
| A. Amachaibou   | 0          | 0          | 0           | 0          | 0                 | 0                 | 0                 | 0                 | 0        | 0      | 0           | 0          |
| M. Amedick      | 18         | 2          | 0           | 0          | 1                 | 0                 | 0                 | 0                 | 19       | 2      | 0           | 0          |
| M. Amoah        | 9          | 0          | 0           | 0          | 0                 | 0                 | 0                 | 0                 | 9        | 0      | 0           | 0          |
| M. Brzenska     | 25         | 3          | 8           | 0          | 1                 | 0                 | 0                 | 0                 | 26       | 3      | 8           | 0          |
| P. Degen        | 27         | 0          | 8           | 0          | 2                 | 0                 | 0                 | 0                 | 29       | 0      | 8           | 0          |
| A. Dédé         | 30         | 0          | 2           | 1          | 2                 | 0                 | 1                 | 0                 | 32       | 0      | 3           | 1          |
| A. Frei         | 32         | 16         | 9           | 0          | 2                 | 1                 | 1                 | 0                 | 34       | 17     | 10          | 0          |
| D. Gordon       | 5          | 0          | 0           | 0          | 0                 | 0                 | 0                 | 0                 | 5        | 0      | 0           | 0          |
| M. Heitmeier    | 0          | 0          | 0           | 0          | 0                 | 0                 | 0                 | 0                 | 0        | 0      | 0           | 0          |
| U. Hünemeier    | 1          | 0          | 0           | 0          | 0                 | 0                 | 0                 | 0                 | 1        | 0      | 0           | 0          |
| S. Kehl         | 6          | 0          | 1           | 0          | 0                 | 0                 | 0                 | 0                 | 6        | 0      | 1           | 0          |
| P. Kohlmann     | 0          | 0          | 0           | 0          | 0                 | 0                 | 0                 | 0                 | 0        | 0      | 0           | 0          |
| F. Kringe       | 34         | 2          | 3           | 0          | 2                 | 0                 | 1                 | 0                 | 36       | 2      | 4           | 0          |
| M. Kruska       | 31         | 1          | 10          | 0          | 2                 | 0                 | 0                 | 0                 | 33       | 1      | 10          | 0          |
| B. Meier        | 0          | 0          | 0           | 0          | 0                 | 0                 | 0                 | 0                 | 0        | 0      | 0           | 0          |
| C. Metzelder    | 19         | 0          | 1           | 0          | 0                 | 0                 | 0                 | 0                 | 19       | 0      | 1           | 0          |
| D. Odonkor      | 2          | 0          | 0           | 0          | 0                 | 0                 | 0                 | 0                 | 2        | 0      | 0           | 0          |
| S. Pienaar      | 25         | 0          | 2           | 0          | 2                 | 0                 | 0                 | 0                 | 27       | 0      | 2           | 0          |
| S. Pirson       | 0          | 0          | 0           | 0          | 1                 | 0                 | 0                 | 0                 | 1        | 0      | 0           | 0          |
| L. Ricken       | 13         | 0          | 1           | 0          | 1                 | 0                 | 0                 | 0                 | 14       | 0      | 1           | 0          |
| K. Saka         | 6          | 0          | 0           | 0          | 0                 | 0                 | 0                 | 0                 | 6        | 0      | 0           | 0          |
| S. Senesie      | 0          | 0          | 0           | 0          | 0                 | 0                 | 0                 | 0                 | 0        | 0      | 0           | 0          |
| E. Smolarek     | 30         | 9          | 4           | 0          | 2                 | 0                 | 0                 | 0                 | 32       | 9      | 4           | 0          |
| T. Tinga        | 31         | 4          | 8           | 0          | 2                 | 1                 | 0                 | 0                 | 33       | 5      | 8           | 0          |
| S. Tyrała       | 6          | 0          | 0           | 0          | 0                 | 0                 | 0                 | 0                 | 6        | 0      | 0           | 0          |
| N. Valdez       | 29         | 1          | 4           | 1          | 2                 | 1                 | 1                 | 0                 | 31       | 2      | 5           | 1          |
| D. Vržogić      | 0          | 0          | 0           | 0          | 0                 | 0                 | 0                 | 0                 | 0        | 0      | 0           | 0          |
| R. Weidenfeller | 34         | 0          | 2           | 0          | 2                 | 0                 | 0                 | 1                 | 36       | 0      | 2           | 1          |
| C. Wörns        | 24         | 2          | 1           | 0          | 2                 | 0                 | 0                 | 0                 | 26       | 2      | 1           | 0          |
| N. Şahin        | 24         | 0          | 0           | 0          | 1                 | 0                 | 0                 | 0                 | 25       | 0      | 0           | 0          |